# Pamela Jelimo
Pamela Jelimo (Kabirisang, 5 de dezembro de 1989) é uma atleta do Quênia, campeã olímpica dos 800 metros em Pequim 2008. Ela é a única queniana a ganhar uma medalha de ouro olímpica e possui o recorde mundial junior desta prova, além de ser a mais jovem queniana a conquistar uma medalha de ouro em Olimpíada, o que fez aos 18 anos.

## Início
Jelimo começou a correr aos treze anos, ainda na escola básica, e logo se mostrou uma atleta promissora, vencendo campeonatos estudantis dos 100 m aos 800 metros e no heptatlo. Seu antigo técnico lembra-se que ela costumava participar de provas masculinas, porque nenhum menina conseguia competir com ela.
Sua família era pobre e não tinha condições de mandá-la para a escola secundária, assim ela começou a vender leite para pagar as mensalidades e continuar treinando nas equipes escolares. Ajudada pelo diretor da escola, que lhe deu equipamento esportivo e se responsabilizou por um ano de seus estudos, ela estudava, treinava, competia e atingia nível nacional nas provas de 400 metros.
Em junho de 2007, ele chegou em quarto lugar nos 400 m no Campeonato Queniano de Atletismo  e terminou o ano vencendo o Campeonato Africano Junior nos 400 m e estabelecendo um recorde nacional nos 200 m. Foi depois destas competições que seu técnico, Zaid Aziz, sugeriu que ela passasse para os 800 m, onde poderia ter resultados ainda melhores. Neste mesmo ano, ela começou a trabalhar na força policial do país, na delegacia de polícia da cidade de Embu.

## Fenômeno
Num país onde o atletismo é o esporte mais popular, mas que sempre foi dominado pelas glórias masculinas, a aparição meteórica de Jelimo foi uma motivação para outras jovens. Em sua primeira prova oficial nos 800 m, no início de 2008, do Campeonato Africano de Atletismo, ela quebrou o recorde nacional junior da prova. Em maio, no Grand Prix de Hengelo, ela quebrou o recorde mundial junior da prova que durava desde 1993, marcando 1:55.76. Em junho de 2008, pouco antes dos Jogos, estabeleceu novo recorde africano adulto (1:54.99), quebrando a marca que pertencia à moçambicana e campeã olímpica Maria de Lurdes Mutola desde 1994.
Em Pequim, Jelimo ganhou o ouro nos 800 m com novo recorde olímpico, 1:54.87, e derrotando a campeoníssima Mutola, que dela disse: "Nunca vi nada igual".
Com esta vitória, ela também tornou-se a primeira queniana medalha de ouro olímpica, honraria até então pertencente apenas aos atletas masculinos. Em seu retorno, foi recebida pelo povo do Quênia da uma maneira que a imprensa apelidou de "Jelimomania"
Depois dos Jogos, ela continuou a dominar sua prova e, em Zurique, em agosto, fez a terceira melhor marca de todos os tempos, 1:54.01. Ao fim do ano, por ser a única atleta a vencer as seis provas da Golden League, recebeu o prêmio de US$1 milhão, a(o) primeira(o) atleta queniana(o) a receber o prêmio.
No fim do ano, ela foi uma das três finalistas do prêmio "Atleta do Ano", concedido pela IAAF, mas perdeu para Yelena Isinbayeva. Por outro lado, foi eleita a "Atleta Revelação do Ano" e recebeu o prêmio de esportista queniana de 2008 em seu país.
Uma lesão no tendão de Aquiles dificultou seu treinamento no início de 2009. Em maio, em Rabat, no Marrocos, chegou em sexto numa prova de 800 m, a primeira em sua carreira nesta distância que não venceu, e não teve boa classificação no Campeonato Mundial de Berlim, sendo eliminada nas semifinais. Em 2010, aparentemente recuperada, venceu a primeira prova dos 800 m que disputou num torneio no Quênia.
Nas Olimpíadas de 2012, Jelimo terminou em quarto lugar. Em novembro de 2015, a Agência Mundial Antidoping recomendou que duas atletas russas que terminaram em primeiro e terceiro recebessem banimentos por toda a vida devido suas violações de doping nas Olimpíadas. O Comitê Olímpico Internacional inicialmente desclassificou apenas uma delas, elevando Jelimo a medalha de bronze. Apenas em 6 de junho de 2025 o Tribunal Arbitral do Esporte rejeitou a apelação da russa Ekaterina Poistogova-Guliyev e revogou sua medalha, promovendo Jelimo à prata.